# Mary L. Good

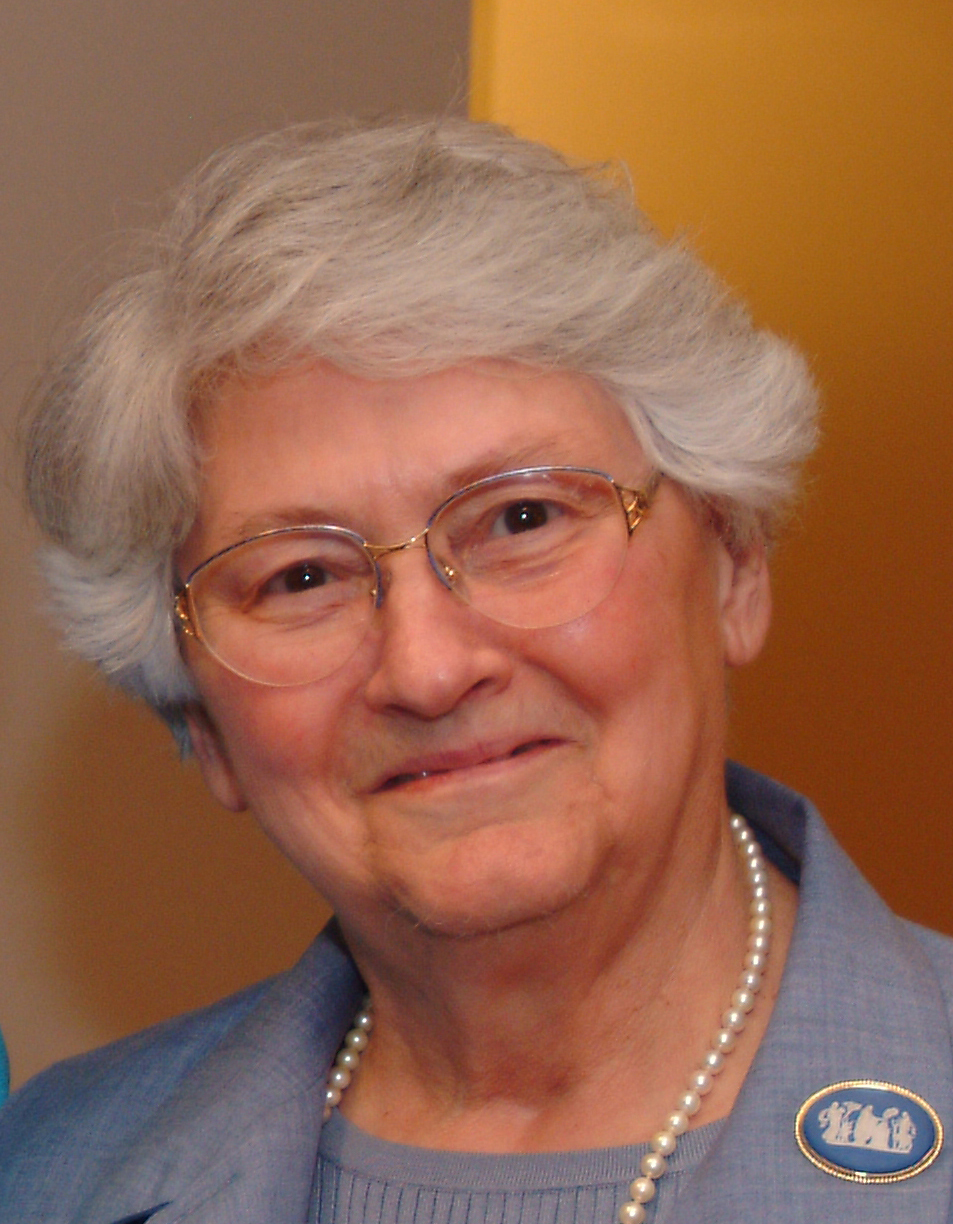
Mary L. Good 2004

Mary Lowe Good (* 20. Juni 1931 in Grapevine, Texas, als Mary Lowe; † 20. November 2019 in Little Rock, Arkansas) war eine US-amerikanische Chemikerin. Sie war Professorin an der University of Arkansas at Little Rock und der Louisiana State University und Präsidentenberaterin.

## Leben
Mary Lowe war die Tochter von Schullehrern und zog mit ihren Eltern 1943 von Texas nach Arkansas, wo ihr Vater Schulleiter war. Sie studierte Chemie (anfangs auch Hauswirtschaftslehre) an der University of Central Arkansas mit dem Bachelor-Abschluss und wurde 1955 an der University of Arkansas bei Raymond R. Edwards mit der Arbeit A tracer study of the distribution of iodine at low concentrations between carbon disulfide and water promoviert. Sie wurde Assistant Professor für Chemie an der Louisiana State University, zuerst in Baton Rouge und ab 1958 in New Orleans. 1978 war sie wieder auf dem Campus in Baton Rouge als Boyd Professor of Chemistry. 1980 verließ sie die Universität und wurde Vizepräsidentin und Forschungsdirektorin bei Universal Oil Products und blieb dort auch während diverser Übernahmen und Namenswechseln der Firma, zuletzt als Vizepräsidentin für Technologie bei AlliedSignal. Schon in den 1970er Jahren war sie Präsidentenberaterin und wandte sich ab 1993 ganz Verwaltungs- und Beratungsaufgaben zu, als sie Unterstaatssekretärin für Technologie (Under Secretary of Commerce for Technology) im Handelsministerium der Vereinigten Staaten unter Präsident Bill Clinton wurde. Im April 1996 war sie für kurze Zeit kommissarische Leiterin der Behörde nach dem Unfalltod von Minister Ron Brown. Danach ging sie wieder an die University of Arkansas und hatte eine Managementfunktion im Zukunftsfonds von Arkansas.
In den 1960er Jahren untersuchte sie metallorganische Verbindungen (insbesondere solche mit Ruthenium) mit Mößbauer-Spektroskopie.

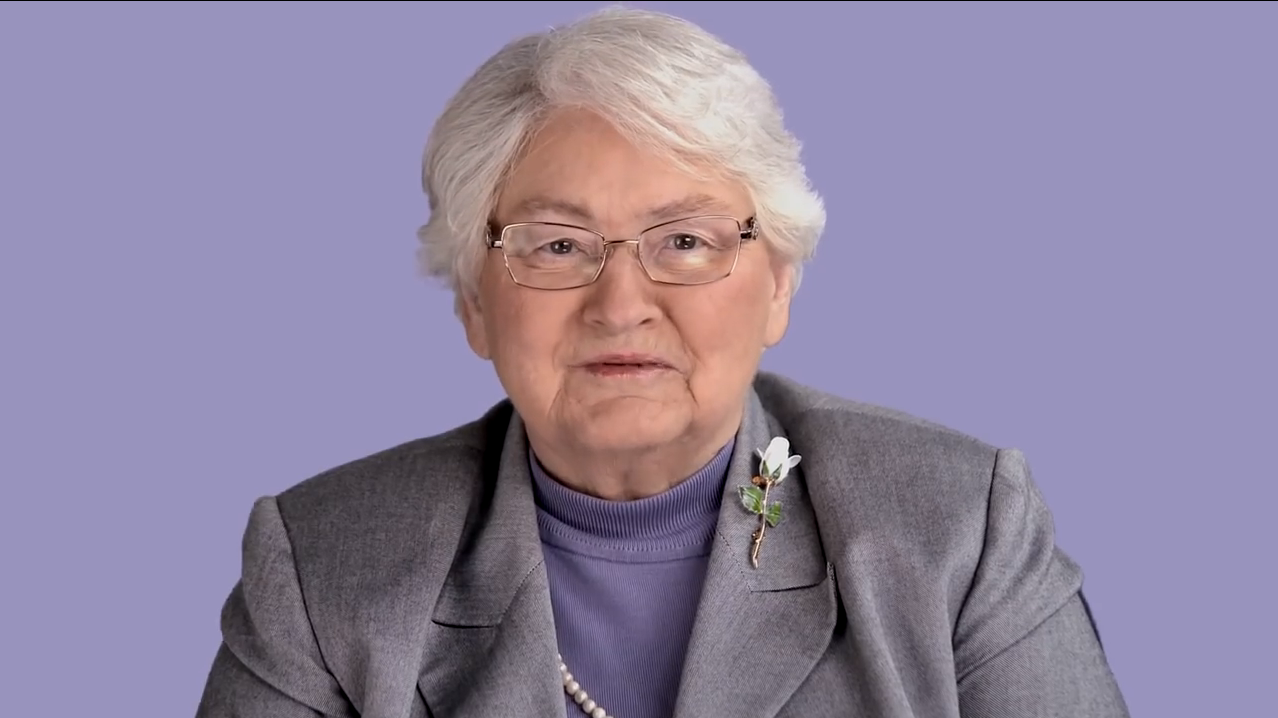
Mary L. Good

1997 erhielt sie als erste Frau die Priestley-Medaille, 1998 die Othmer-Goldmedaille und 2000 den Heinz Award. Sie erhielt die Glenn T. Seaborg Medal, die IRI Medal, die Garvan-Olin-Medaille, den Vannevar Bush Award und die American Institute of Chemists Gold Medal. 1987 war sie als Nachfolgerin von George C. Pimentel Präsidentin der American Chemical Society und 2001 der American Association for the Advancement of Science, wo sie auf Stephen Jay Gould folgte. Unter Jimmy Carter und Ronald Reagan war sie im National Science Board (dem sie als erste Frau vorstand) und unter George Bush im Council of Advisors on Science and Technology des US-Präsidenten. Ab 1987 war sie Mitglied der National Academy of Engineering. 1999 wurde sie in die American Academy of Arts and Sciences und 2000 in die American Philosophical Society gewählt.
Sie heiratete einen Studienkollegen in Arkansas, den Physiker William L. Good, und hatte mit ihm zwei Kinder. In ihrer Freizeit befasste sie sich mit Fliegenfischen und schottischer Geschichte.
Sie starb am 20. November 2019 im Alter von 88 Jahren in Little Rock.